# سی‌ان‌اچ اینداستریال
سی‌ان‌اچ اینداستریال ان.فی. (به هلندی: CNH Industrial N.V.) شرکت صنایع سنگین چندملیتی ایتالیایی-آمریکایی است، که دفتر مرکزی آن مستقر در هلند می‌باشد و در زمینهٔ طراحی، توسعهٔ فناوری و تولید ماشین‌آلات کشاورزی، ماشین‌آلات عمرانی و ارائه خدمات مهندسی کشاورزی، فعالیت می‌نماید.
شرکت سی‌ان‌ایچ اینداستریال در سال ۲۰۱۲ از ادغام شرکت‌های صنایع فیات، ایوکو و سی‌ان‌اچ راه‌اندازی شد و اکنون بزرگترین تولیدکننده ماشین‌آلات کشاورزی جهان می‌باشد. شرکت سی‌ان‌ایچ اکنون دارای ۳۷ کارخانه تولیدی است و محصولات خود را از طریق شبکه‌ای از ۱۱٫۵۰۰ نمایندگی فروش در ۱۷۰ کشور جهان عرضه می‌دارد.
در ژانویه ۲۰۲۲ ایوکو و زیرمجموعه‌های آن مانند اف‌پی‌تی (که طراح و سازندۀ اکسل، گیربکس و موتور محصولات سی‌ان‌ایچ نیز می‌باشد) از سی‌ان‌ایچ اینداستریال جدا گردیدند.
دفتر مرکزی این شرکت در شهر آمستردام، هلند قرار دارد و بخشی از سهام آن در بازار بورس نیویورک و بورس ایتالیا معامله می‌شود. شرکت اکسور با در اختیار داشتن ۲۶٫۸۹٪ درصد از سهام سی‌ان‌ایچ اینداستریال مالک اصلی آن به‌شمار می‌آید.
نیوهلند و کیس برندهای تابعه این شرکت به حساب می‌آیند.